# FIFA 15
FIFA 15 est un jeu vidéo de football développé par Electronic Arts et édité par EA Sports sorti le 25 septembre 2014. C'est le 21e jeu de la franchise FIFA Football et la suite de FIFA 14. Le jeu met en vedette Lionel Messi sur sa couverture, aux côtés de différents joueurs de différentes régions du monde. Il s’agit du premier jeu de la série FIFA sous licence complète de la Premier League. 
Pour la troisième édition consécutive, les principaux commentateurs du jeu sont Martin Tyler et Alan Smith.

## Système de jeu

### Ultimate Team
Le mode Ultimate Team de FIFA 15 'introduit une nouvelle fonctionnalité dans laquelle les utilisateurs peuvent engager des joueurs en prêt pour une durée limitée de matches. Une autre nouvelle fonctionnalité est The Concept Squad, où les joueurs ont accès à la base de données du jeu et peuvent créer une "équipe de rêve". La carte du joueur de concept est de couleur grise. Un certain nombre de nouvelles légendes sont également introduites dans le jeu, notamment Franz Beckenbauer, Roberto Carlos, Peter Schmeichel et Hristo Stoichkov, disponibles uniquement sur Xbox One et Xbox 360.

### Licence
Une démo a été lancée le 9 septembre 2014 avec trois nouvelles équipes - Chelsea, Liverpool et Napoli - ainsi que les équipes de la démo précédente : Borussia Dortmund, FC Barcelone, Manchester City, Boca Juniors et Paris Saint-Germain. 
La liste complète des ligues, des clubs et des équipes nationales du match a été publiée sur son site web officiel le 18 septembre avec le titre "Découvrez l'authenticité du football avec FIFA 15 : 35 ligues licenciées, plus de 600 clubs, plus de 16 000 joueurs et 41 stades licenciés" . 
EA Sports avait signé un accord avec la Premier League en tant que partenaire technologique officiel du sport. De cette façon, les licences EA sont sous licence dans le développement de la Premier League. Cet accord permet aux 20 stades de Premier League d’être inclus dans le jeu, y compris les sept stades de FIFA 14. Les tableaux de bord et graphiques de télévision officiels de la Premier League font également partie du jeu, de même que les véritables arbitres, chants et panneaux publicitaires. 
La Série A italienne est entièrement sous licence FIFA 15. Toutes les équipes de la série B, à l'exception des trois reléguées de la série A de 2013-2014, et plusieurs clubs argentins, possèdent des emblèmes génériques et des kits. Le Campeonato Brasileiro Série A et les clubs brésiliens ne sont pas licenciés, car ils ne sont pas parvenus à un accord avec les détenteurs de droits mais le turc Süper Lig revient dans la série. L’équipe nationale brésilienne de football figure dans le match, même si la ligue nationale n’est pas incluse. 
L’une des nouvelles fonctionnalités ajoutées à FIFA 15 est que tous les 20 stades de Premier League sont inclus et sont officiellement licenciés.  Le 19 septembre, une liste des stades du jeu a été publiée sur son site Web, aux côtés de 31 stades génériques. 
Lionel Messi revient en tant qu'étoile principale de la couverture pour toutes les régions de la couverture mondiale. Messi a joué sur la couverture de tous les titres de la franchise FIFA depuis le 13 juillet, date à laquelle il a remplacé Wayne Rooney.
Certaines régions ont également un joueur de cette région qui joue en couverture avec Messi. Les plates-formes de Nintendo peuvent ne pas disposer de variantes localisées de la jaquette du jeu ou proposer un lecteur supplémentaire dans certaines régions.

## Bande-son
La bande originale contient les chansons suivantes.
- Avicii – "The Nights"
- A-Trak – "Push"
- Bang La Decks – "Utopia"
- Jacob Banks – "Move with You"
- Broods – "L. A. F."
- Catfish and the Bottlemen – "Cocoon"
- ChocQuibTown – "Uh La La"
- Death from Above 1979 – "Crystal Ball"
- Dirty South – "Tunnel Vision"
- Elliphant – "All or Nothing"
- Elliphant – "Purple Light"
- Emicida featuring Rael – "Levanta e Anda"
- FMLYBND – "Come Alive"
- Foster the People – "Are You What You Want to Be?"
- The Griswolds – "16 Years"
- Joywave featuring KOPPS – "Tongues"
- Jungle – "Busy Earnin'"
- Kasabian – "Stevie"
- Kinski Gallo – "Cumbia del Corazón"
- The Kooks – "Around Town"
- Kwabs – "Walk"
- Lowell – "Palm Trees"
- The Madden Brothers – "We Are Done"
- Madeon – "Imperium"
- Magic Man – "Tonight"
- Milky Chance – "Down by the River"
- The Mountains – "The Valleys"
- MPB4 – "Agiboré (Marky's Ye-Mele Refix)"
- Nico & Vinz – "When the Day Comes"
- Polock – "Everlasting"
- Prides – "Out of the Blue"
- Rudimental featuring Alex Clare – "Give You Up"
- Saint Motel – "My Type"
- Saint Raymond – "Wild Heart"
- Sante Les Amis – "Brasil"
- Slaptop – "Sunrise"
- Teddybears – "Sunshine"
- Tensnake – "Pressure"
- The Ting Tings – "Super Critical"
- Tune-Yards – "Water Fountain"
- Vance Joy – "Mess Is Mine"

## Accueil

### Ventes
FIFA 15 est le produit culturel le mieux vendu en France en 2014.